# Diullukiu
Diullukiu (ros. Дюллюкю) – wieś w Rosji, w Jakucji, w ułusie wierchniewilujskim. W 2010 liczyła 1251 mieszkańców.